# جرن‌اد مید
جرن‌اد مید (انگلیسی: Jernade Meade؛ زادهٔ ۲۵ اکتبر ۱۹۹۲) بازیکن فوتبال اهل بریتانیا است.
از باشگاه‌هایی که در آن بازی کرده‌است می‌توان به باشگاه فوتبال آرسنال، باشگاه فوتبال سوانزی سیتی، باشگاه فوتبال لوتون تاون، باشگاه فوتبال سنت آلبنز سیتی، باشگاه فوتبال هادلی، و باشگاه فوتبال اسکیلستونا اشاره کرد.